# Gabriel Jeanjacquot
Pour les articles homonymes, voir Jeanjacquot.
Gabriel Jeanjacquot, né le 31 mars 1909 à Granges et mort le 18 juin 1993 à Oyonnax, est un résistant français originaire d'Oyonnax. Il est connu pour être un des organisateurs du défilé du 11 novembre 1943 à Oyonnax,. Avec sa belle-sœur Jeanne Moirod, il a également participé à la diffusion du journal clandestin Bir-Hakeim d'André Jacquelin.

## Hommages
- Il est titulaire de la médaille de la Résistance[5].

- Une plaque apposée au 10 rue de la paix à Oyonnax rappelle l'accueil d'Henri Romans-Petit par la famille Jeanjacquot en novembre 1943[6].

- Il y a une école maternelle Gabriel-Jeanjacquot à Oyonnax[7].

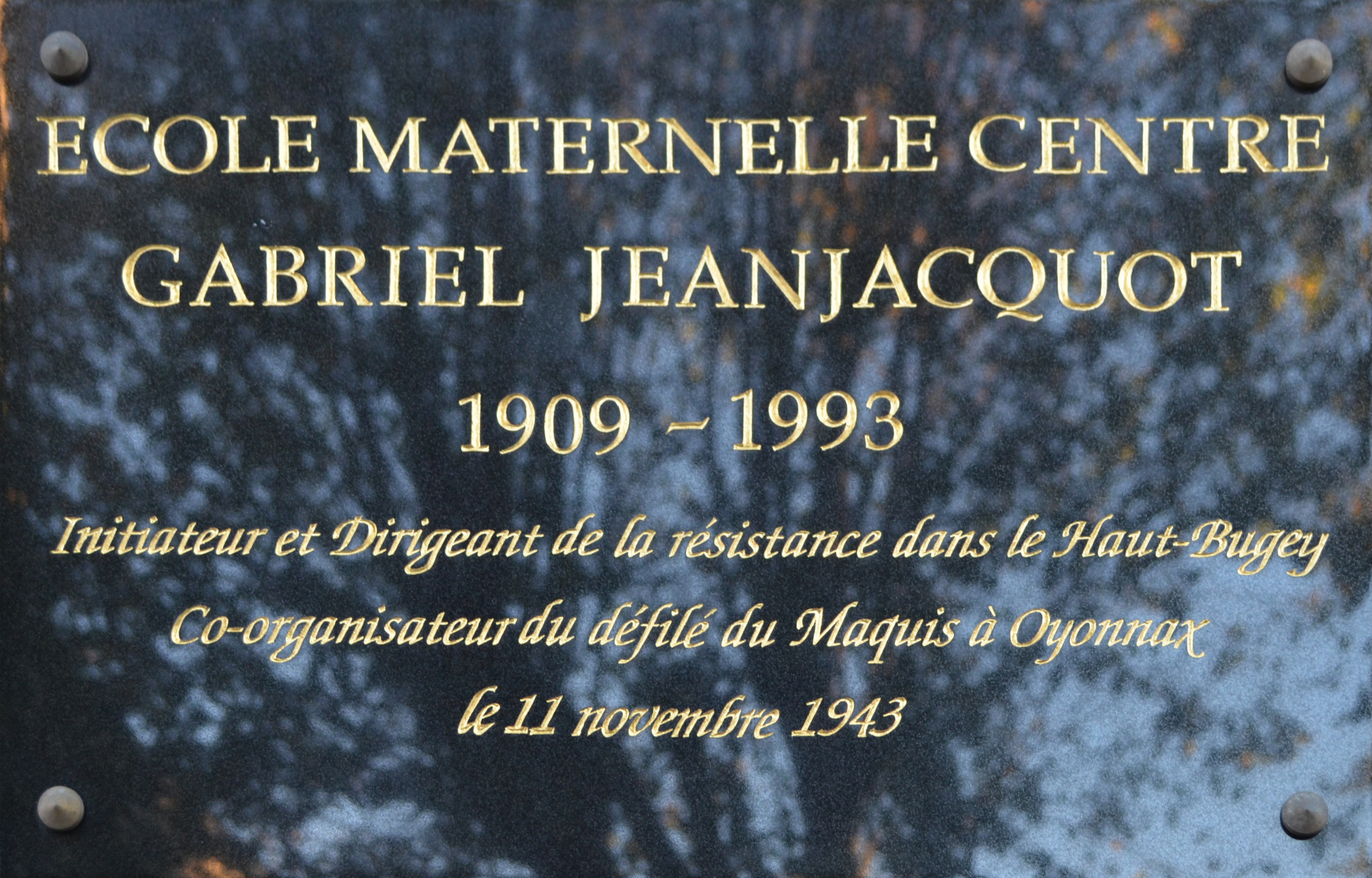
Plaque à la maternelle Gabriel-Jeanjacquot.
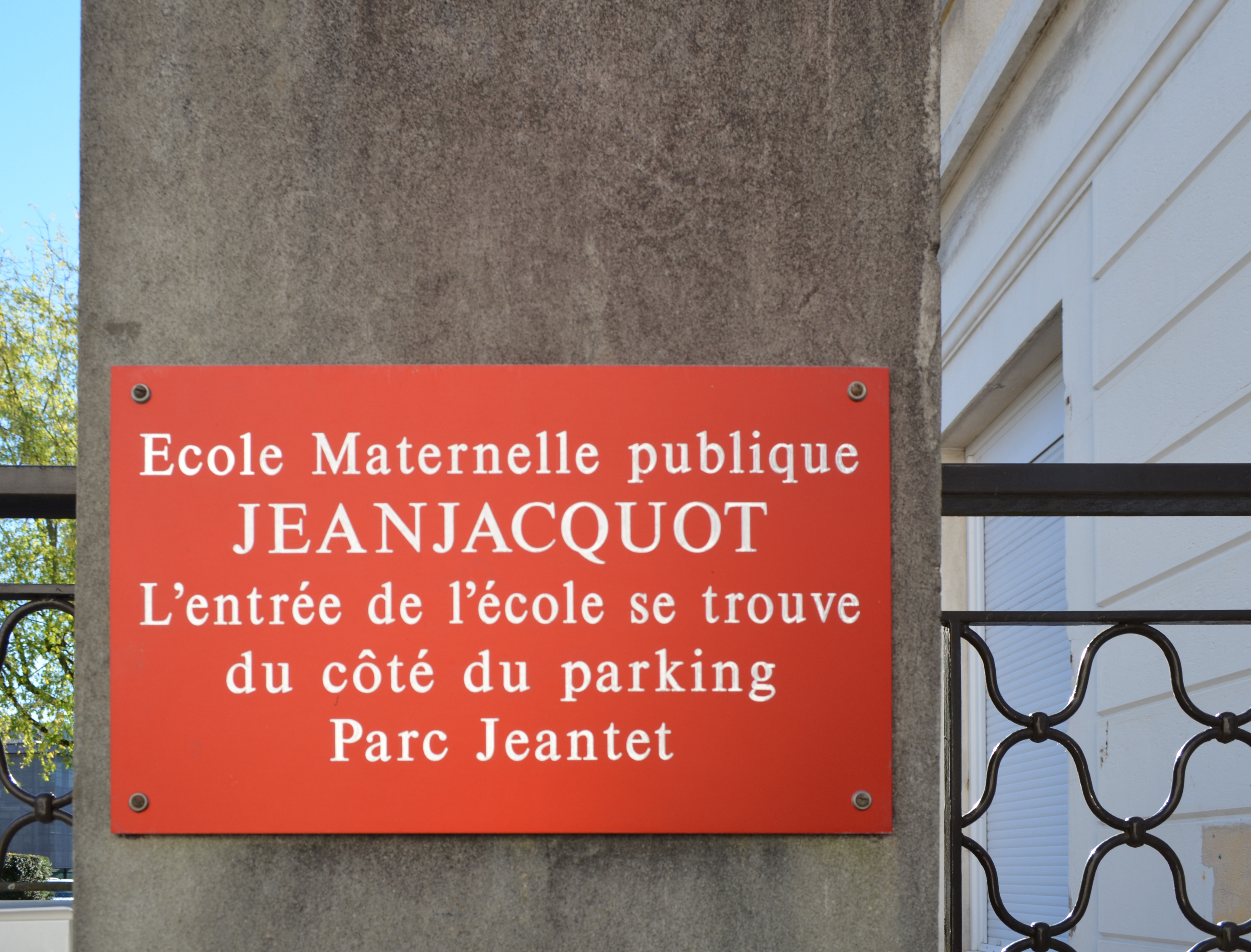
L'école maternelle Gabriel-Jeanjacquot.